# Nesameletus
Nesameletus is een geslacht van haften (Ephemeroptera) uit de familie Nesameletidae.

## Soorten
Het geslacht Nesameletus omvat de volgende soorten:
- Nesameletus austrinus
- Nesameletus flavitinctus
- Nesameletus murihiku
- Nesameletus ornatus
- Nesameletus vulcanus